# نوسنگی شبانی ساوانا
نوسنگی شبانی ساوانا (انگلیسی: Savanna Pastoral Neolithic) (پیش‌تر معروف به فرهنگ کاسه سنگی انگلیسی: Stone Bowl Culture) نام داده شده بر مجموعه‌ای از جوامع باستانی است که در اطراف دریاچه‌های بزرگ آفریقا در شرق آفریقا در طول دوران معروف به «دوران نوسنگی شبانی» (حدود ۳۲۰۰ (پ.م) تا ۱۳۰۰ (پ.م)) پدید آمدند. باور بر این است که این جوامع نخستین ساکنان انسانی این منطقه بوده‌اند. باستان‌شناسان بقایایی را از حیوانات اهلی (گاو، بز، گوسفند) و سازه‌های سنگی در این مناطق کشف کرده‌اند. شناخته‌شده‌ترین اثر از فرهنگ مادی این جوامع نوعی کاسهٔ سنگی بوده و باستان‌شناسان پیشتر نام فرهنگ کاسه سنگی را بر آن‌ها گذاشته بودند.